# Doan Le
Đoàn Lê ävar en vietnamesisk författare född 15 april 1943 i Hai Phong död 6 november 2017. Hon var skådespelare men gick över till att istället skriva manus till filmer. Hon var även målare, poet och har skrivit flera noveller.